# 艾盖尔切希
48°03′16″N 20°15′41″E / 48.05454779999999°N 20.261522°E
艾盖尔切希，是匈牙利赫维什州所辖的一个村。总面积10.39平方公里，总人口1420，人口密度136.7人/平方公里（2011年1月1日）。